# Deana Gizdić
Deana Gizdić je hrvatska rukometašica. Igrala je za jugoslavensku reprezentaciju.
Igrala je za splitsku Nadu.